# Николаевское водохранилище
Николаевское водохранилище — русловое водохранилище. Расположено в Купянском районе Харьковской области. Водохранилище построено в 1973 году по проекту Харьковского филиала института «Укргипроводхоз». Назначение — орошение, рыборазведения, рекреация. Вид регулирования — сезонное.

## Основные параметры водохранилища
- Нормальный подпорный уровень — 88,0 м;
- Форсированный подпорный уровень — 89,5 м;
- Полный объем — 2 200 000 м³;
- Полезный объем — 2 025 000 м³;
- Длина — 3,0 км;
- Средняя ширина — 0,24 км;
- Максимальные ширина — 0,38 км;
- Средняя глубина — 3,0 м;
- Максимальная глубина — 7,0 м.

## Основные гидрологические характеристики
- Площадь водосборного бассейна — 92,6 км².
- Годовой объем стока 50 % обеспеченности — 3 270 000 м³.
- Паводковый сток 50 % обеспеченности — 2 370 000 м³.
- Максимальный расход воды 1 % обеспеченности — 77,3 м³/с.

## Состав гидротехнических сооружений
- Глухая земляная плотина длиной — 513 м, высотой — 10 м, шириной — 10 м. Заделка верхового откоса — 1:8, низового откоса — 1:2,5.
- Шахтный водосброс из монолитного железобетона высотой — 8,7 м, размерами 2(3,9×3,7) м.
- Водосбросный тоннель длиной — 48 м.
- Рекомендуемый водовыпуск из двух стальных труб диаметром 500 мм, оборудованных защелками. Расчетный расход — 1,8 м³/с.

## Использование водохранилища
Водохранилище было построено для орошения в колхозе «Дружба» Барвенковского района.